# Lantisar

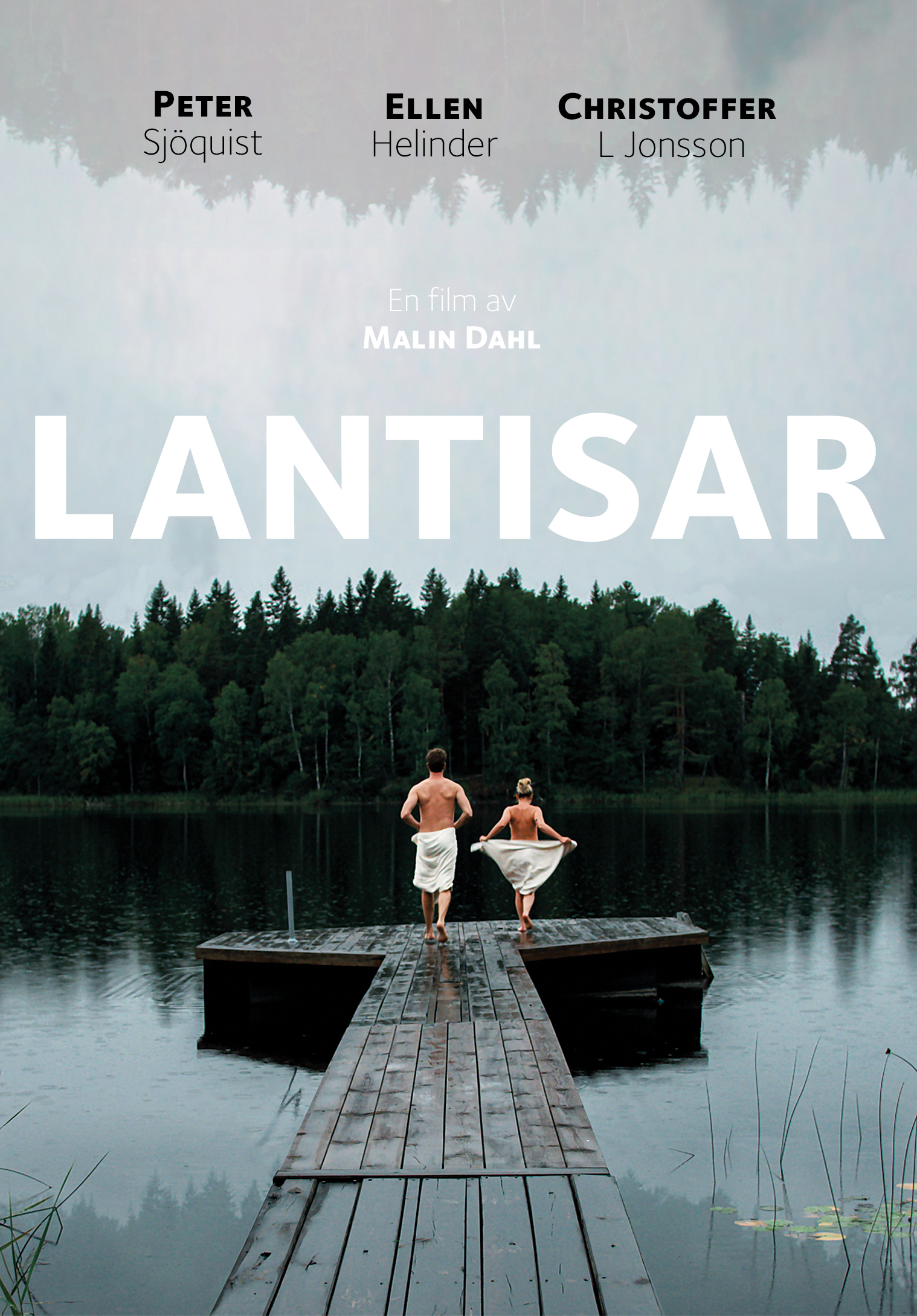
Lantisar filmposter

Lantisar är en svensk dramafilm som hade premiär i Sverige den 31 augusti 2019. Filmen är regisserad av Malin Dahl, som även skrivit manus tillsammans med Johnny Wernersson.
På Västerås filmfestival 2019 blev filmen nominerad i sex kategorier och vann i tre. De vann i kategorierna "Bästa nordiska film", "Bästa regi" och "Bästa nationella manliga skådespelare".

## Handling
Filmen handlar om Madde som bor i Stockholm och lever ett storstadsliv. En dag får hon ett brev från sin pappa som ber henne komma hem till honom på landet.

## Om filmen
Filmen premiärvisades på Sjöängen i Askersund 2019 innan den senare visades på omkring 60 svenska biografer. Filmen visades i SVT1 i juli 2021, 2022, 2023, 2024 och 2025.

## Rollista (i urval)
| - Ellen Helinder – Madeleine (Madde) - Peter Sjöquist – Leif - Anette Sevreus – Pia - Rolf Jenner – Gunnarsson |